# Christine Muhongayire
Christine Muhongayire (nascida em 1978) é uma política ruandesa, actualmente membro da Câmara dos Deputados no Parlamento do Ruanda.
Muhongayire representa a Província do Sul e é membro da Frente Patriótica do Ruanda. O seu distrito é o distrito de Nyaruguru.
Muhongayire é a chefe da Comissão de Assuntos Sociais da Câmara dos Deputados.